# 2019 OK
2019 OK — навколоземний астероїд з групи Аполлона. Відкритий у 2019 році астрономами з Бразилії.

## Відкриття
Астероїд відкритий 24 липня 2019 року в обсерваторії SONEAR. У той час він перебував на відстані 1,5 млн км від Землі. 25 липня 2019 року о 01:22 астероїд наблизився до Землі на відстань 71 354 км (приблизно п'ята частина відстані від Землі до Місяця). Його швидкість у той час становила майже 88 500 кілометрів за годину (24,6 км/с).

## Опис
Діаметр астероїда близько 100 м. Його орбіта перетинає орбіти Венери та Землі. Навколо Сонця астероїд робить один оберт за 2 роки та 9 місяців (993 дні). Орбіта має ексцентриситет 0,76 і нахил 1,4° до екліптики.